# Неуронска доктрина
Неуронска доктрина или неуронска теорија говори о томе да се нервни систем састоји од одвојених неурона који међусобно контактирају само преко синапси, а не кроз протоплазматичне везе. 
Камило Голџи је пронашао методу бојења неурона и тиме омогућио да се упознају сви његови делови: тело и наставци, дендрити и аксон. На основу дугогодишњег рада и усавршавањем сопствене методе, Голџи своју теорију, између осталог, износи и на предавању које је одржао приликом доделе Нобелове нагаде. По његовом мишљењу нервни систем чине нервне ћелије међусобно повезане тако да граде једну синцицијумску мрежу, другачије речено, све је то једна непрекидна ћелија.
Сантијаго Рамон и Кахал се оваквом тумачењу супротставља износећи подршку неуронској теорији. По његовом тумачењу синапсе су блиски контакти нервних ћелија, а не непрекидне везе између њих. Свака нервна ћелија је издвојена ћелијском мембраном и независна биолошка јединица нервног система. Електронска микроскопија је показала тачност Кахалове теорије.